# Tecșești

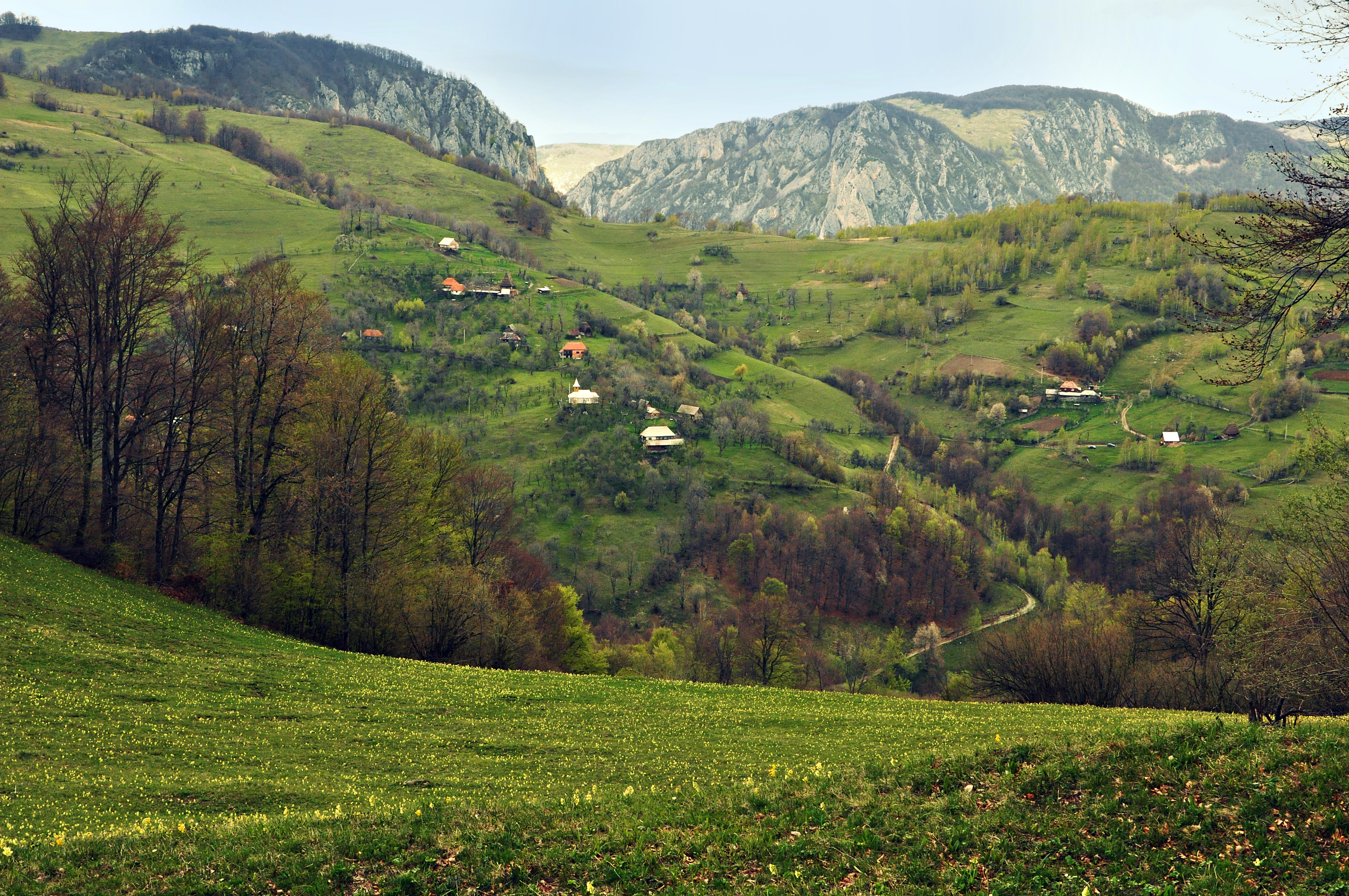
Tecșești (2014)

Tecșești (ungarisch Teksesty) ist ein rumänisches Dorf im Kreis Alba in der Region Siebenbürgen. Es ist Teil der Gemeinde Întregalde.

## Lage
Tecșești liegt im Westen Siebenbürgens auf einem Höhenzug des Trascău-Gebirges. An der Dorfstraße (drum comunal) DC 76 befindet sich das Dorf ca. elf Kilometer nordöstlich vom Gemeindezentrum; die Kreishauptstadt Alba Iulia (Karlsburg) ist 37 Kilometer südöstlich entfernt.

## Bevölkerung
Die 66 Einwohner des Ortes (Stand 2002) bezeichnen sich durchweg als Rumänen. Die Einwohnerzahl hat seit der ersten offiziellen Erfassung im Jahr 1956 (damals 156) deutlich abgenommen.

## Verkehr
Tecșești ist über einen Fahrweg vom Ort Cetea – ein Dorf der Gemeinde Galda de Jos – erreichbar. Öffentliche Verkehrsmittel berühren den Ort nicht.

## Sehenswürdigkeiten
Der Ort selbst weist keine Besonderheiten auf. In der Umgebung liegen die Talschluchten Cheile Râmeț und Cheile Tecșeștilor. Südlich von Tecșești befindet sich der Berg Vârful Piatra Cetii (1233 m).